# Dolichurus amamiensis
Dolichurus amamiensis är en  stekelart som beskrevs av Kazuhiko Tsuneki och Iida 1964. Dolichurus amamiensis ingår i släktet Dolichurus och familjen Ampulicidae. Inga underarter finns listade i Catalogue of Life.